# Lewon Aronyan
Lewon Grigori Aronyan, spesso traslitterato all'anglosassone come Levon Aronian (in armeno Լևոն Գրիգորի Արոնյան?; Erevan, 6 ottobre 1982), è uno scacchista armeno, giocatore per la Federazione statunitense, Grande maestro.
Considerato uno dei migliori giocatori della storia del suo paese, gode di una popolarità simile a quella del Campione del Mondo 1963-69 Tigran Petrosian. Dal 2005 è quasi stabilmente nella top ten della classifica mondiale, avendo superato quota 2700 punti Elo nel luglio del 2005 e quota 2800 nel novembre del 2010. È nel novero dei giocatori che appartengono alla categoria informale dei Super GM.
Ha vinto quattro medaglie d'oro alle Olimpiadi degli scacchi (tre con la squadra nazionale armena, una individuale), è stato Campione del Mondo lampo e Campione del mondo della variante Scacchi960. Ha vinto una volta il campionato nazionale armeno.
Dal 2003 al 2004 è passato alla federazione tedesca, paese dove risiedeva dal 2001, in dissenso con la federazione armena. Tuttavia non hai mai disputato alcun torneo organizzato dalla FIDE sotto la bandiera tedesca.
Nel 2005 è stato nominato "miglior sportivo dell'Armenia" e nel 2009 gli è stata conferita l'onorificenza di Maestro onorario dello sport del suo paese.
Nel febbraio del 2021 ha annunciato di voler passare alla federazione statunitense e di accettare l'offerta del magnate e filantropo Rex Sinquefield riguardo al suo diventare membro del club di Saint Louis. Tale progetto si è concretizzato nel novembre 2021.

## Biografia
Nasce nell'allora Repubblica Socialista Sovietica Armena da padre ebreo, il fisico Grigorij Leont´evič Aronov, e madre armena, l'ingegnere minerario Seda Avagyan. Impara il gioco degli scacchi all'età di nove anni grazie a sua sorella Lilit di sei anni più grande.
È vedovo della scacchista filippino-australiana Arianne Caoili, scomparsa a seguito delle ferite riportate in un incidente automobilistico il 30 marzo 2020. I due si erano incontrati per la prima volta nel 1996 in occasione del Campionato del mondo giovanile di scacchi, per poi diventare amici quando il Maestro Internazionale Alex Wohl li ha fatti rincontrare a Berlino nel 2006. La coppia si era fidanzata nel 2009 per poi unirsi in matrimonio il 30 settembre 2017.
È un appassionato di jazz, il suo musicista preferito è John Coltrane.

## Stile di gioco
Il suo stile è difficile da caratterizzare. Le sue partite sono spesso non convenzionali ed emozionanti, con un approccio alla scacchiera senza compromessi.
In un'intervista, alla domanda su come si potesse inquadrare lo stile di Aronyan, il campione del mondo Viswanathan Anand ha affermato che, se ci si dovesse basare sulle aperture e strutture che gioca, lo si dovrebbe definire un giocatore posizionale. Ma ha aggiunto che sebbene apra con d4, Aronyan tratta le posizioni come un giocatore da e4. Se le cose si complicano lui crea sempre una serie di piccole trappole agli avversari. È un tattico molto dotato, calcola eccellentemente e raramente si lascia sfuggire un'opportunità concessagli.
Questo tipo di atteggiamento ottimistico alla scacchiera che lo contraddistingue, unito al gusto per la posizione insolita e alla ricerca di continue difficoltà per l'avversario, lo avvicinano, tra i grandi del passato, a Emanuel Lasker.
Ha dichiarato che Aleksandr Alechin è il suo giocatore preferito.

## Carriera
La prima vittoria di rilievo arriva nel 1994 all'età di dodici anni, quando vince il campionato del mondo under 12 a Seghedino, in Ungheria. Da allora i suoi successi divengono sempre più numerosi e prestigiosi: nel 1998 vince il Campionato europeo juniores di scacchi, nel 2002 vince il Campionato armeno e il Campionato del mondo juniores (under 20). Partecipa al Campionato del mondo senza arrivare alla finale, ma nell'ambiente scacchistico si è ormai fatto un nome.
2005
In dicembre vince la Coppa del Mondo che lo qualifica al Torneo dei candidati del Campionato del mondo di scacchi 2007.
2006
Dopo aver partecipato a molti tornei internazionali, nel 2006 vince finalmente il torneo di Linares in Spagna. La sua vittoria è stata straordinaria anche perché completamente imprevista: alla vigilia il pronostico era per la vittoria di Veselin Topalov oppure Péter Lékó, e sembrava difficile che potesse vincere qualcun altro.

Nello stesso anno la nazionale armena vince, inaspettatamente, le olimpiadi di Torino. Aronyan viene descritto come il trascinatore della nazionale caucasica verso il conseguimento di questo importantissimo titolo.
In novembre vince infine anche la prima edizione del Mikhail Tal Memorial assieme a Péter Lékó e Ruslan Ponomarëv, tutti concludono il torneo con 5,5 p.
2007

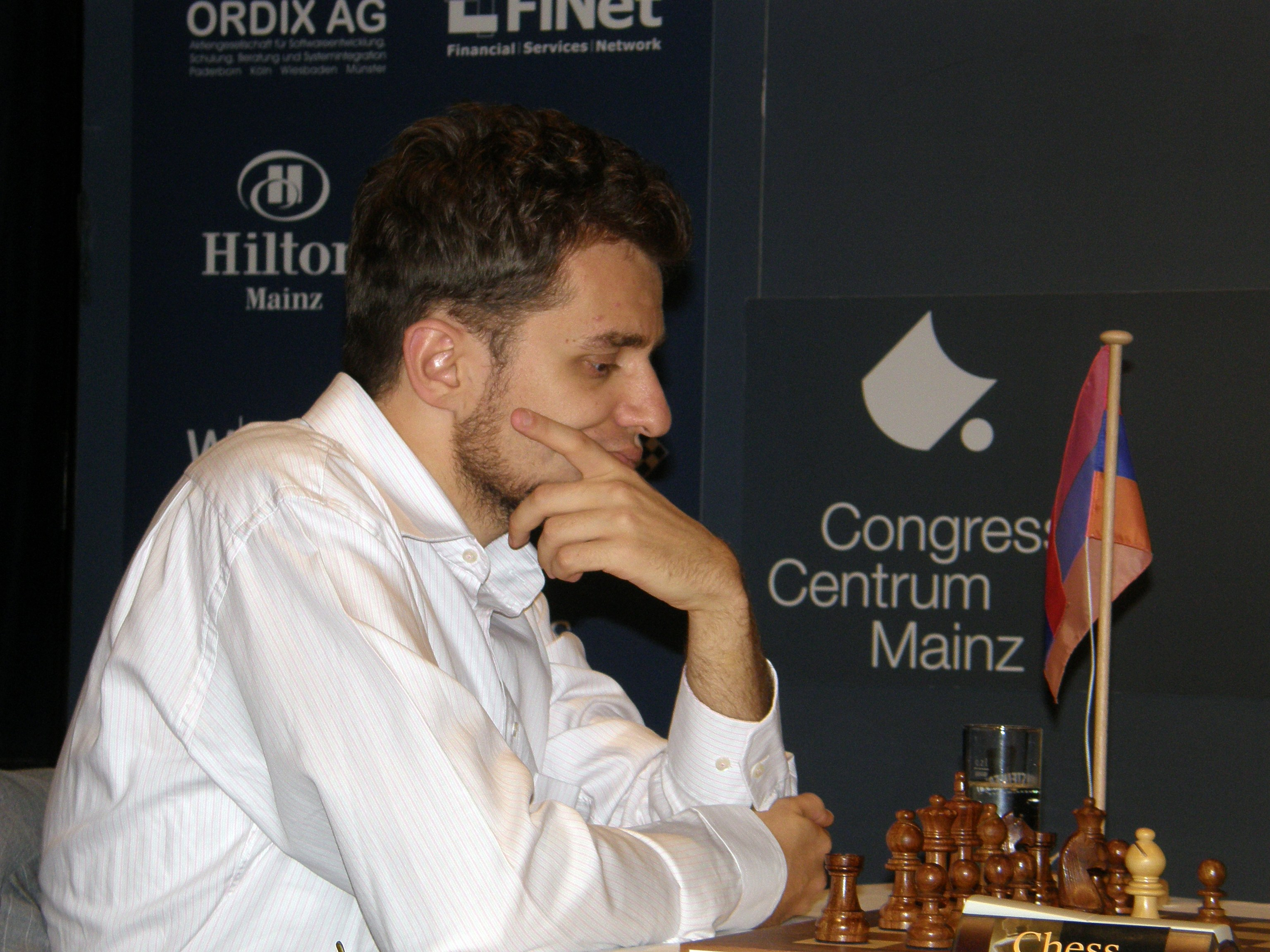
Nel 2007

In maggio vince nuovamente il torneo di Wijk aan Zee, insieme a Topalov e Teymur Rəcəbov Sempre nel 2007 batte l'allora campione del mondo Vladimir Kramnik in un match a gioco rapido. Tra maggio e giugno partecipa al torneo dei candidati al Campionato del mondo di scacchi 2007, batte Magnus Carlsen e Aleksej Širov qualificandosi per le finali di Città del Messico. In settembre gioca le finali del Campionato del mondo di scacchi 2007 ma giunge 7º.
2008
Alle Olimpiadi di Dresda 2008 ha vinto un ulteriore oro a squadre, bissando il successo del 2006 a Torino.
In marzo ha vinto il torneo Melody Amber di Monte Carlo (classifica combinata), ripetendo il successo nel 2009.
In agosto ha vinto a Soči in Russia, con 8,5 punti su 13, la seconda prova del FIDE Grand Prix 2008-2009.
2009
In aprile ha vinto a Nal'čik, con il punteggio di 8,5 su 13, la quarta prova del FIDE Grand Prix 2008-2009. Grazie a questi risultati, ed al 2º posto ottenuto a Jermuk nella quinta prova, Aronyan si è aggiudicato la manifestazione con una prova di anticipo e si è qualificato per il Torneo dei Candidati del 2011 (da tenersi a Kazan' in maggio 2011), per determinare lo sfidante di Viswanathan Anand per il Campionato del mondo del 2012.
In agosto ha vinto a Magonza il campionato del mondo di gioco rapido, davanti a Jan Nepomnjaščij e Anand..
In settembre ha vinto il torneo quadrangolare a doppio turno "Grande Slam" di Bilbao, con Elo medio di 2740 punti.
2010
In novembre ha vinto a Mosca il campionato del mondo lampo, davanti a Teymur Rəcəbov e Magnus Carlsen. Nello stesso mese vince anche il Mikhail Tal Memorial assieme a Sergej Karjakin e Şəhriyar Məmmədyarov, tutti concludono il torneo con 5,5 p.
2011
In gennaio si è classificato 2º-3º, a pari merito con Magnus Carlsen, al torneo torneo Tata Steel di Wijk aan Zee.
In marzo ha vinto la ventesima e ultima edizione del Torneo di scacchi Melody Amber a Monte Carlo, realizzando 15,5 punti su 22 partite. Si tratta della sua terza vittoria nelle ultime quattro edizioni del torneo.
In maggio ha preso parte al torneo dei Candidati di Kazan', ma è stato eliminato ai quarti di finale da Aleksandr Griščuk. I due hanno pareggiato tutti gli incontri a cadenza regolare, ma Griščuk si è imposto per 2 ½ - 1 ½ negli spareggi di gioco rapido.
In novembre vince ancora il Mikhail Tal Memorial assieme a Magnus Carlsen, entrambi concludono il torneo con 5,5 p.
2012
In gennaio si è aggiudicato il torneo Tata Steel pattando con Rəcəbov al tredicesimo turno e realizzando un punteggio finale di 9 punti su 13 partite giocate.
In aprile Aronyan ha giocato contro Kramnik un match amichevole di sei partite. La sfida, svoltasi a Zurigo, si è conclusa in parità, con una vittoria a testa e quattro patte.
In agosto-settembre ha vinto a Istanbul, con la nazionale armena, le Olimpiadi degli scacchi del 2012. Ha vinto anche la medaglia d'oro individuale in prima scacchiera.
2013
In ottobre vince la finale del Grande Slam di Bilbao ottenendo 10 punti (in questo torneo la vittoria vale 3 punti), l'armeno ha avuto la meglio su un Michael Adams superato di un punto.
2014
In gennaio si è aggiudicato per la seconda volta nella sua carriera il torneo Tata Steel, il torneo è dominato considerato che vince con un punto e mezzo di distanza dai più immediati inseguitori (Sergej Karjakin e Anish Giri).
2015
In agosto-settembre vince a Saint Louis la terza edizione della Sinquefield Cup (Elo medio 2795, il più alto raggiunto finora).
In ottobre vince a Skopje con la squadra russa della Siberia il campionato europeo di club.
2016
In marzo ha disputato a Mosca, qualificato come giocatore invitato dall'organizzazione, il torneo dei Candidati al Campionato del mondo di scacchi 2016 piazzandosi al 5º posto.
2017
In aprile vince a Baden-Baden il 4º Grenke Chess Classic con 5,5 punti.
In maggio vince il Campionato tedesco a squadre con il OSG Baden-Baden.
In giugno a Stavanger vince il prestigioso torneo Altibox Norway Chess con 6 punti su 9.
In settembre ha vinto la Coppa del Mondo per la seconda volta. Nel suo percorso ha eliminato il sudafricano Daniel Cawdery, la cinese Hou Yifan, i russi Maksim Matlakov e Daniil Dubov, l'ucraino Vasyl' Ivančuk, il francese Maxime Vachier-Lagrave per poi sconfiggere in finale il cinese Ding Liren. Con questo risultato si qualifica per il Torneo dei candidati al Campionato del mondo 2018.. In novembre vince a Palma di Mallorca la 4ª tappa del FIDE Grand Prix 2017 con 5.5 p. a pari merito con Dmitrij Olegovič Jakovenko.
2018

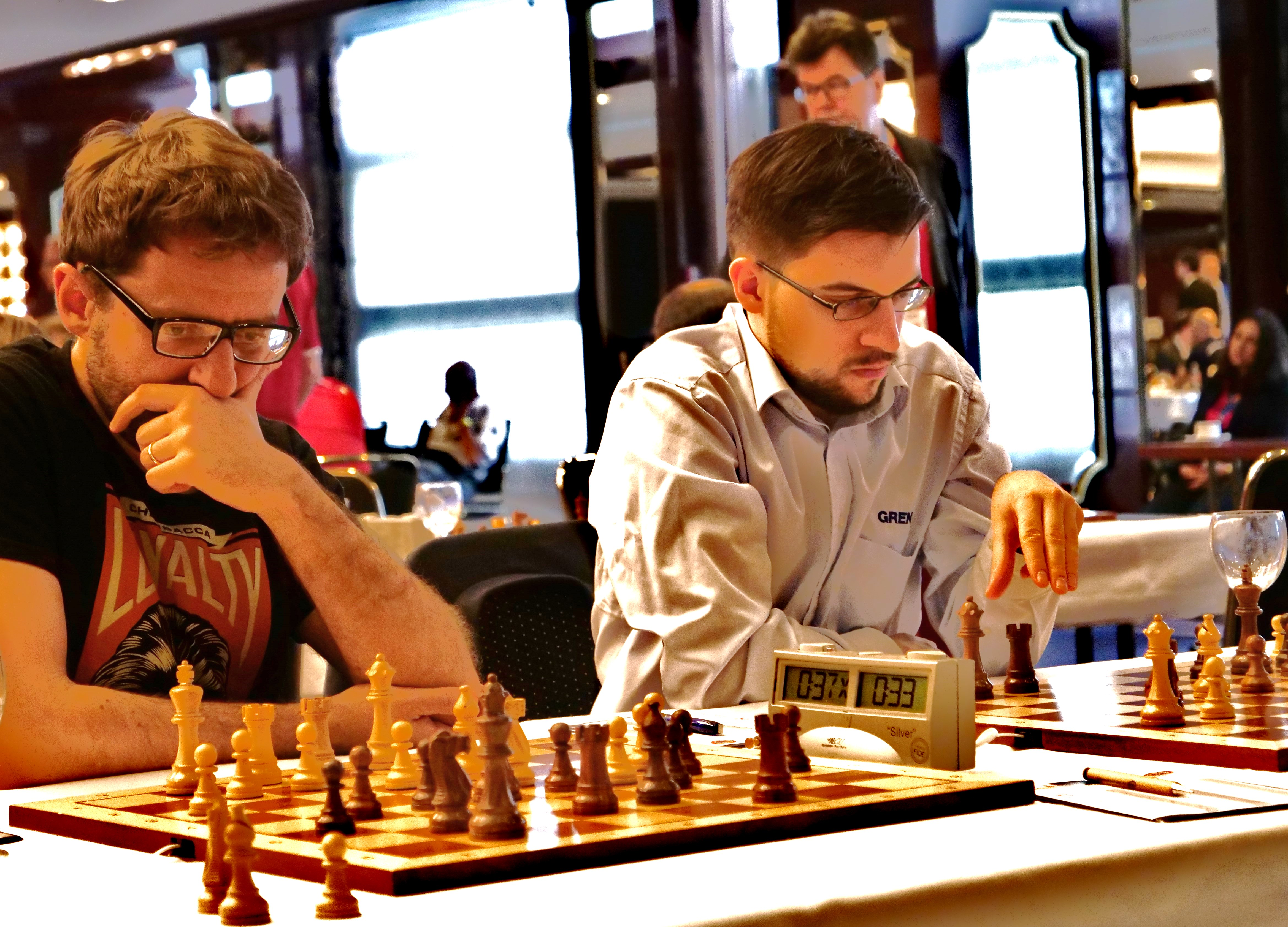
Durante un momento della Campionato tedesco a squadre 2017/2018. A destra il compagno di squadra Maxime Vachier-Lagrave.

Tra gennaio e febbraio vince il Tradewise Gibraltar Chess Festival dopo aver battuto nella finale degli spareggi rapidi il francese Maxime Vachier-Lagrave.
Qualificatosi grazie alla vittoria nella Coppa del Mondo 2017, in marzo gioca a Berlino il torneo dei candidati per il Mondiale 2018, nel quale giunge ultimo.
In maggio vince ancora il Campionato tedesco a squadre con il OSG Baden-Baden.
In agosto vince per la seconda volta la Sinquefield Cup, a pari merito con Magnus Carlsen e Fabiano Caruana.
2019
In giugno a Stavanger, giunge secondo nel supertorneo Altibox Norway Chess con 9 punti.
In luglio a Zagabria, in Croazia, giunge =3º assieme a Fabiano Caruana nella 2ª tappa dell'edizione 2019 del Grand Chess Tour con 6 punti su 11, dietro al secondo classificato Wesley So e al vincitore Magnus Carlsen, risultato che gli vale 11 punti nel Tour.
In novembre a Bucarest vince il Superbet Rapid & Blitz, 6ª tappa del Grand Chess Tour. Giunge 4º nella sezione Rapid e 5º in quella blitz, risultati che gli valgono il 1º posto complessivo assieme a Sergej Karjakin, che batte nello spareggio, 11 punti nella classifica totale e la qualificazione nella finale di dicembre a Londra tra i quattro migliori piazzati nel Tour.
2020
In ottobre partecipa all'ottava edizione del Norway Chess, che lo vede chiudere al 3º posto, dietro a Magnus Carlsen e Alireza Firouzja.
2021
In giugno è 3º assieme a Alireza Firouzja nel "Paris Rapid & Blitz", seconda tappa del Grand Chess Tour 2021: i 7 punti nella sezione rapid e gli 11 in quella blitz gli rendono 18 punti.
2023
In febbraio vince a Düsseldorf il torneo WR Chess Masters, superando nei play-off Gukesh e Nepomnjaščij.
2024
In marzo vince a Saint Louis la terza edizione della American Cup, svoltasi con il formato dell'eliminazione diretta tra 8 giocatori, vincendo nella finale 2½-1½ contro Wesley So.
2025
In agosto vince a Saint Louis il torneo Saint Louis Rapid & Blitz, quarta tappa del Grand Chess Tour .

## Scacchista 960
Nel 2003 ha vinto a Magonza il "Finet", torneo open di Scacchi 960 (chiamati anche Fischer Random), guadagnandosi la possibilità di disputare un match contro il campione del mondo di Scacchi 960 Pëtr Svidler, sempre a Magonza, l'anno successivo (il match fu poi vinto da Svidler 4,5 a 3,5).
Nel 2005 ha vinto nuovamente il "Finet Scacchi 960 open", ottenendo la possibilità di una rivincita con Svidler nel 2006, questa volta vincendo 5 a 3 diventando così il Campione del mondo di Scacchi 960. Nel 2007 ha difeso con successo il titolo sconfiggendo lo sfidante Viswanathan Anand.
Nel settembre 2018 vince a Saint Louis (Missouri) il Champions Showdown contro Leinier Domínguez, con il punteggio di 17,5-8,5.

## Statistiche
Ha ottenuto il proprio record Elo nella classifica FIDE di marzo 2014 con 2.830 punti, secondo al mondo (dopo Magnus Carlsen) e primo tra gli armeni.